# Lijst van voetbalinterlands Australië - Taiwan (vrouwen)
Deze lijst van voetbalinterlands is een overzicht van alle officiële voetbalinterlands tussen de nationale vrouwenteams van Australië en Taiwan. De landen hebben tot nu toe veertien keer tegen elkaar gespeeld.

## Wedstrijden
| №  | Plaats          | Datum            | Competitie                                     | Wedstrijd                  | Uitslag |
| -- | --------------- | ---------------- | ---------------------------------------------- | -------------------------- | ------- |
| 1  | Christchurch    | 31 maart 1986    | Oceanisch kampioenschap 1986                   | Chinees Taipei − Australië | 1 − 0   |
| 2  | Christchurch    | 3 april 1986     | Oceanisch kampioenschap 1986                   | Chinees Taipei − Australië | 4 − 1   |
| 3  | Brisbane        | 31 maart 1989    | Oceanisch kampioenschap 1989                   | Australië − Chinees Taipei | 1 − 4   |
| 4  | Richmond        | 5 augustus 1995  | Vriendschappelijk                              | Australië − Chinees Taipei | 3 − 2   |
| 5  | Taipei          | 25 februari 2007 | Olympische Spelen 2008 kwalificatie            | Chinees Taipei − Australië | 1 − 8   |
| 6  | Taipei          | 15 april 2007    | Olympische Spelen 2008 kwalificatie            | Chinees Taipei − Australië | 0 − 10  |
| 7  | Coffs Harbour   | 12 augustus 2007 | Olympische Spelen 2008 kwalificatie            | Australië − Chinees Taipei | 7 − 0   |
| 8  | Ho Chi Minhstad | 29 mei 2008      | Aziatisch kampioenschap 2008                   | Australië − Chinees Taipei | 4 − 0   |
| 9  | Suwon           | 19 oktober 2010  | Vriendschappelijk                              | Australië − Chinees Taipei | 1 − 0   |
| 10 | Shenzhen        | 20 november 2012 | Oost-Aziatisch kampioenschap 2013 kwalificatie | Australië − Chinees Taipei | 7 − 0   |
| 11 | Sydney          | 7 februari 2020  | Olympische Spelen 2020 kwalificatie            | Australië − Chinees Taipei | 7 − 0   |
| 12 | Perth           | 1 november 2023  | Olympische Spelen 2024 kwalificatie            | Australië − Chinees Taipei | 3 − 0   |
| 13 | Melbourne       | 4 december 2024  | Vriendschappelijk                              | Australië − Chinees Taipei | 3 − 1   |
| 14 | Geelong         | 7 december 2024  | Vriendschappelijk                              | Australië − Chinees Taipei | 6 − 0   |

## Samenvatting
| Competitie                                | Totaal gespeeld | Winst Australië | Gelijk | Winst Chinees Taipei | Doelsaldo Australië – Chinees Taipei |
| ----------------------------------------- | --------------- | --------------- | ------ | -------------------- | ------------------------------------ |
| Olympische Spelen kwalificatie            | 5               | 5               | 0      | 0                    | 35 − 1                               |
| Aziatisch kampioenschap                   | 1               | 1               | 0      | 0                    | 4 − 0                                |
| Oceanisch kampioenschap                   | 3               | 0               | 0      | 3                    | 2 − 9                                |
| Oost-Aziatisch kampioenschap kwalificatie | 1               | 1               | 0      | 0                    | 7 − 0                                |
| Vriendschappelijk                         | 4               | 4               | 0      | 0                    | 13 − 3                               |
| Totaal                                    | 14              | 11              | 0      | 3                    | 61 − 13                              |